# Лоррэн (линкор)
«Лоррэ́н»(фр. Lorraine) — французский Линкор. Второй в серии из трех французских линейных кораблей 1910-х годов. Назван в честь французского региона Лотарингия. Несмотря на свою классификацию как сверхдредноутов, все корабли серии «Бретань» по своим размерам не превосходили предшествующий тип «Курбэ», страдая от тех же ограничений, наложенных возможностями имевшихся на французских военно-морских базах доков.
«Лоррэн» проходил службу во французском средиземноморском флоте в качестве флагмана. Во время Первой мировой войны линкор базировался в Корфу, блокируя Австро-венгерский флот в Адриатическом море, но не вёл боевые действия. «Лоррэн» был модернизирован в 1920-е и 1930-е годы. В 1935 году средняя 340-миллиметровая орудийная башня линкора была демонтирована, чтобы установить устройство для запуска самолёта.
После начала Второй мировой войны «Лоррэн» сопровождал конвой, перевозивший золото из французского казначейства на Бермуды. По возвращении линкор действовал в Средиземноморье. Во время капитуляции Франции в июле 1940, «Лоррэн» был пришвартован в Александрии, где он был разоружён Королевским военно-морским флотом. «Лоррэн» был передан Свободной Франции и в декабре 1942 переоборудован для дальнейшей военной службы; он оказывал поддержку орудийным огнём в Операции «Драгун» в августе-сентябре 1944 и бомбардировал немецкие позиции у Ла-Рошели в апреле 1945. По окончании войны «Лоррэн» использовался в качестве учебного суда, затем до конца 1953 использовалось как судно-склад. После этого старый линкор был списан и продан для разделки на металл.